# Mystrosporium adustum
Mystrosporium adustum är en svampart som beskrevs av Massee 1899. Mystrosporium adustum ingår i släktet Mystrosporium, divisionen sporsäcksvampar och riket svampar.   Inga underarter finns listade i Catalogue of Life.